# اسکانیا سری ۴

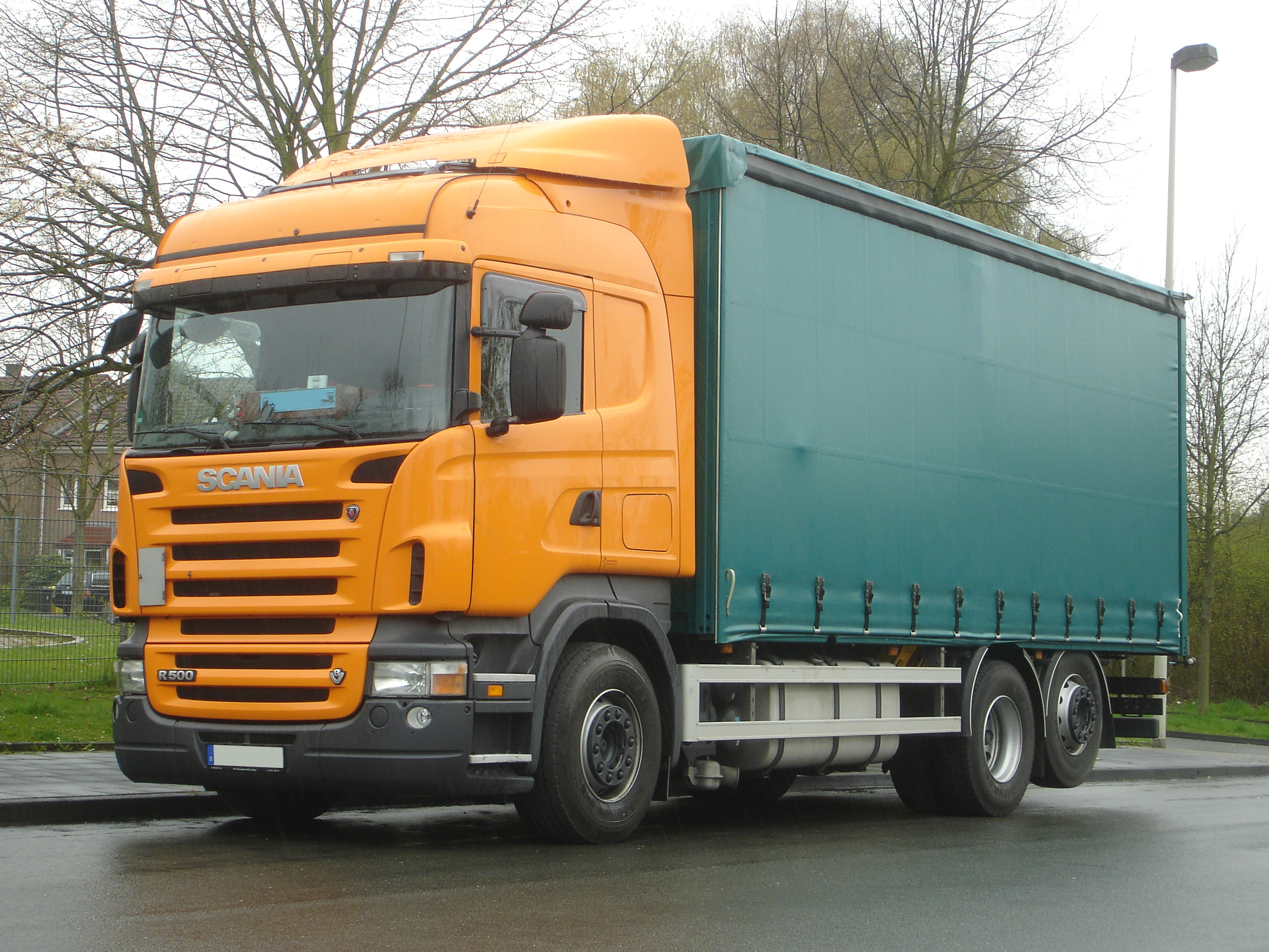
یک کامیون اسکانیا سری چهار

اسکانیا سری ۴ (به انگلیسی: Scania 4-series) یک مدل از کامیون‌های تولید شده شرکت اسکانیا است. این مدل در سال ۱۹۹۵ طراحی شد و جانشین سری سوم کامیون‌های این شرکت شد. در این مدل از ترکیب پنج مدل مختلف موتور و چهار نوع شاسی استفاده شده است. تولید این سری نسل ۴ پس از سال ۲۰۰۷ متوقف شد.

## نگارخانه

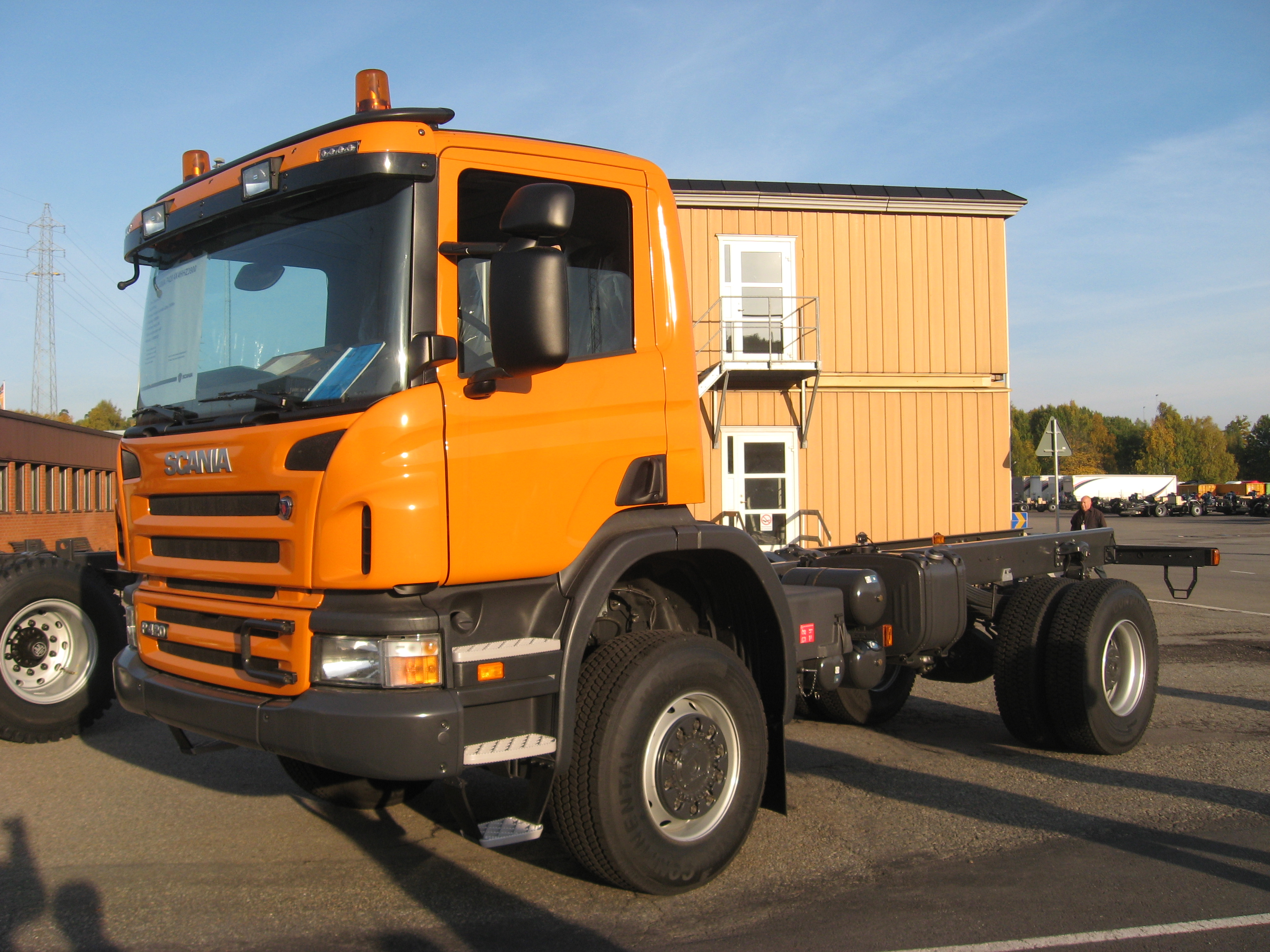
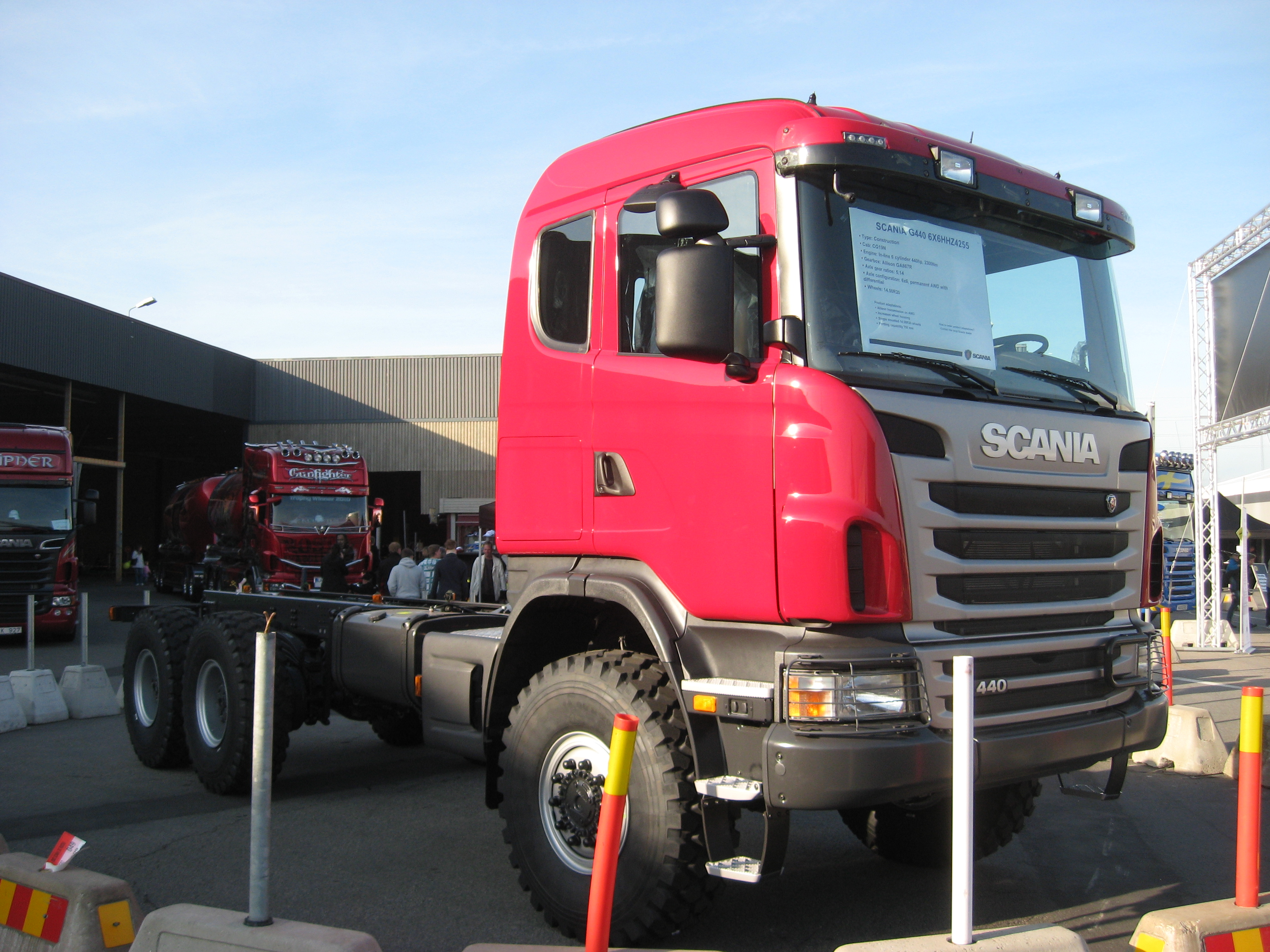